# Зеггауберг
Зеггауберг (нем. Seggauberg) — город  в Австрии, в федеральной земле Штирия. 
Входит в состав округа Лайбниц.  Население составляет 973 человека (на 31 декабря 2005 года). Занимает площадь 11,02 км². Официальный код  —  6 10 38.

## Политическая ситуация
Бургомистр коммуны — Алойс Адам (АНП) по результатам выборов 2005 года.
Совет представителей коммуны (нем. Gemeinderat) состоит из 15 мест.
- АНП занимает 11 мест.
- СДПА занимает 4 места.